# Eschede
Eschede es un municipio situado en el distrito de Celle, en el estado federado de Baja Sajonia (Alemania), a una altitud de 87 metros. Su población a finales de 2016 era de unos 6000 habitantes y su densidad poblacional, 30 hab/km².
Se encuentra ubicado a poca distancia al noroeste de Brunswick y Wolfsburgo, al oeste de la frontera con el estado de Sajonia-Anhalt.
Usualmente es conocido por el accidente ferroviario de Eschede el día 3 de junio de 1998